# كليسترون

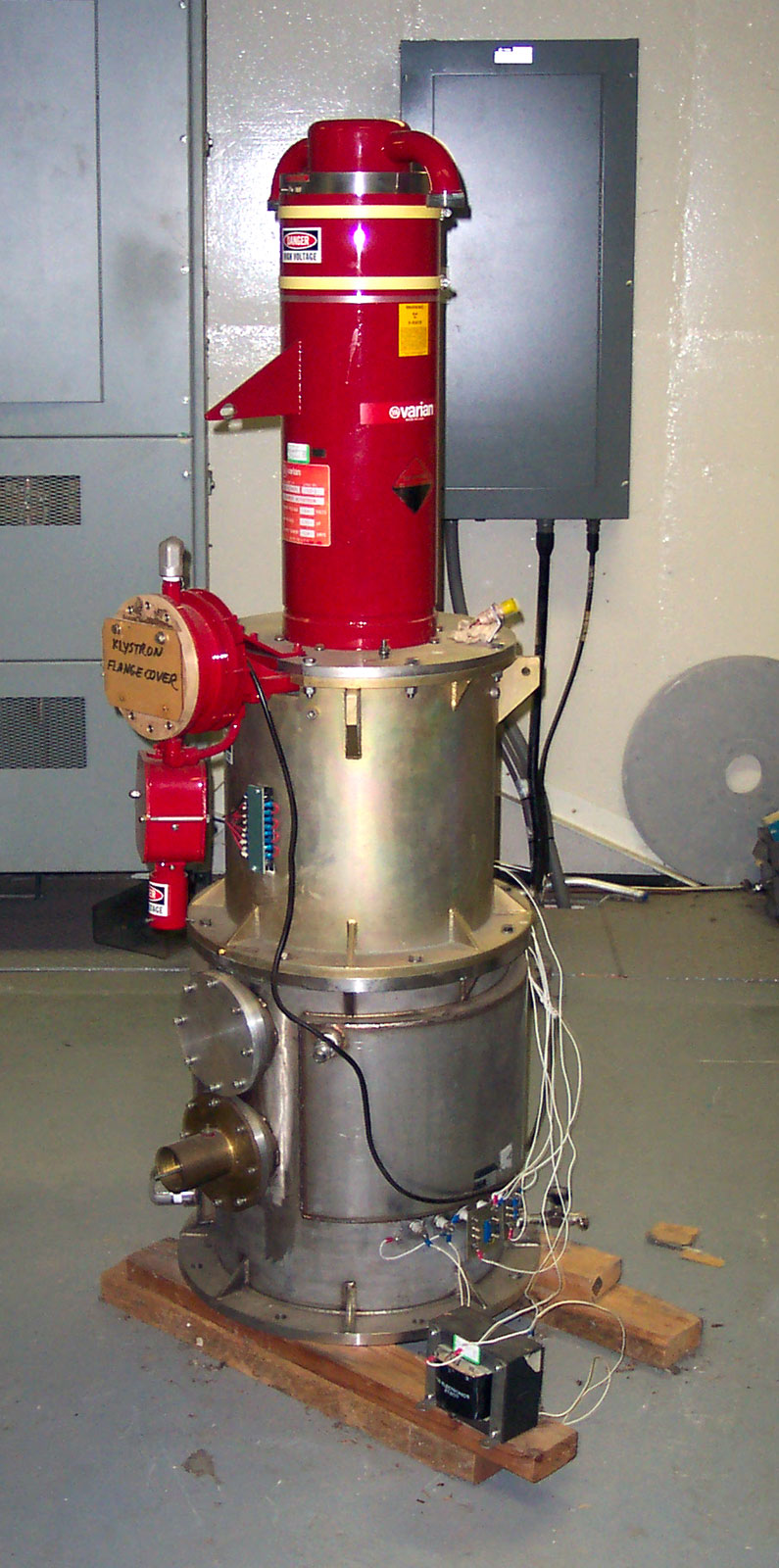
كليسترون عالي الطاقة المستخدم في اتصالات المركبة الفضائية في كانبيرا مجمع الاتصالات في أعماق الفضاء.

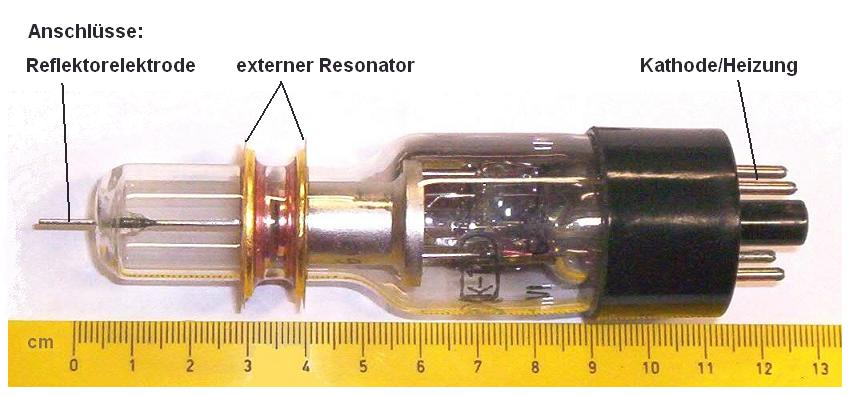
كليسترون المنخفض الطاقة الروسي المنعكس من عام 1963. في تجويف الرنين الذي يؤخذ منه الإخراج، ويرد على الأقطاب المسماة الرنان الخارجى. أجهزة الكليسترون العاكسة عفا عليها الزمن تقريبا الآن.

اسم  كليسترون  يأتي من النموذج الجذعية κλυσ ("klys") من اليونانية الفعل في إشارة إلى عمل موجات كسر ضد الشاطئ، ولاحقة، τρον («ترون») بمعنى المكان الذي يحدث به الفعل. واقترح اسم «كليسترون» حسب هيرمان فرانكل، وهو أستاذ في قسم الكلاسيكيات في جامعة ستانفورد عندما كان الكليسترون قيد التطوير.
كليسترون هو صمام مفرغ معجل شعاع خطى متخصص، اخترع في عام 1937 من قبل المهندسين الكهربائيين الأمريكيين روسل وسيجورد فاريان،  الذي يستخدم بوصفه صمام مضخم للترددات العالية، من ترددات الراديو UHF حتى في نطاق ال ميكروويف. وتستخدم أجهزة الكليسترون للطاقة المنخفضة مثل المذبذب المحلي وفي سوبر هيتروداين ومستقبلات الرادار، بينما تستخدم أجهزة الكليسترون عالية الطاقة مثل أنابيب الإنتاج في UHF الارسال التلفزيوني وتتابع الموجات الدقيقة، الاتصالات عبر الأقمار الصناعية، ورادار الارسال، وعلى توليد القوة المحركة لمعجلات الجسيمات الحديثة.
العديد من أجهزة الكليسترون تستخدم الدليل الموجي لطاقة الميكروويف المقترنة داخل وخارج الجهاز، على الرغم من أنها هي أيضا شائعة جدا لخفض استهلاك الطاقة وخلق ترددات منخفضة لاستخدام أجهزة الكليسترون وصلات كبل محوري بدلا من ذلك. في بعض الحالات يتم استخدام زوجى مسبار اقتران طاقة الميكروويف من كليسترون في الدليل الموجي الخارجي المنفصل. الدليل الموجي الناتج من كليسترون يمكن أن يقترن مرة أخرى إلى مدخلاته لخلق مذبذب إليكترونى.
 كليسترون العاكسة هو نوع عفا عليها الزمن الذي ينعكس فيه شعاع الإلكترون مرة أخرى على طول الطريق من خلال إليكترود ذى قدرة عالية، وهو يستخدم كمذبذب.

## فكرة العمل
يعتمد مكبر الكلايسترون على استغلال ظاهرة الزمن الانتقالي، لشعاع الإلكترون عبر الصمام. تعدل سرعة الإلكترونات المكونة للشعاع الإلكتروني في مكبر الكلايسترون بإشارة الدخل المراد تكبيرها، أي أن طاقة الحركة للإلكترونات تتغير طبقاً لتغيرات إشارة الدخل، التي يتم تغذيتها للصمام من خلال الفجوة الأولى، هذا التغير في طاقة حركة الإلكترونات يؤدي إلى تغير كثافة الإلكترونات في الشعاع المتحرك في اتجاه المصعد، حيث إن بعض الإلكترونات تزداد طاقتها وسرعتها، فتلحق في مسارها الإلكترونات التي تأثرت سرعتها سلبيّاً، فتتكون دفعات من الإلكترونات الأعلى كثافة في فترات زمنية، وفي فترات أخرى تليها تكون كثافة الإلكترونات قليلة. الفجوة الرنانة الثالثة، هي الفجوة التي يتم منها استخراج طاقة الإلكترونات المعدلة، وفق إشارة الدخل، وتغذيتها إلى (Circuit load) حمل الدائرة.

## أنواعه

### التركيب
يتركب الكلايسترون ذو التجويفين من:
1. مهبط (بالإنجليزية: Cathode)‏: وهو الجزء الذي تشع منه الإلكترونات ويوضع عليه جهد سالب ثابت وكبير -Vo
2. المجمع (بالإنجليزية: Collector)‏: وهو الجزء الذي يجذب شعاع الإلكترونات إليه وبذلك تغلق الدائرة. ويوضع عليه جهد موجب كبير +Vo
3. المصعد (بالإنجليزية: Anode)‏: وهو ذو شحنة موجبه لتسريع الشعاع الإلكترونى وتحفيزه للوصول إلى المجمع.
4. تجويف الدخل (بالإنجليزية: Input Cavity)‏: وهو التجويف الذي تدخل من خلاله الإشارة المراد تكبيرها وذلك عن طريق كابل متحد المحور (بالإنجليزية: Coaxial-line)‏ أو دليل موجى (بالإنجليزية: Waveguide aperture)‏. ويعمل هذا التجويف عمل الحزم (بالإنجليزية: Bunching)‏ وتعديل السرعة (بالإنجليزية: Velocity-Modulation)‏ للشعاع الإلكترونى عن طريق توليد هذا الشعاع لمجال كهربي داخل هذا التجويف وتكون خطوط هذا المجال موازية لمسار الشعاع مما يسرعه أو يبطئه.
5. تجويف الخرج (بالإنجليزية: Output Cavity)‏: وهو التجويف الذي تخرج منه الإشارة المكبرة ويفصله عن التجويف الأول (الحازم) بمسافة L - Drift Space وهذه المسافة تختار ليكون التيار المتجمع في تجويف الخرج (الناشئ عن مرور الشعاع الإلكترونى المتردد المعدل داخل هذا التجويف) في قيمته القصوى. وهذا التجويف الثاني يسمى الماسك (بالإنجليزية: Catcher)‏.
6. كل هذه العناصر السابقة تكون موضوعة في أنبوبة زجاجية مفرغة (غير موضحة بالرسم)

### طريقة العمل
1. قبل إدخال الإشارة المراد تكبيرها ينشأ شعاع إلكترونى بين الكاثود ذو الشحنة السالبة والمجمع ذو الشحنة الموجبة وويكسبه الأنود الموضوع في طريقه السرعة الكافية للوصول إلى المجمع.
2. يتم إدخال إشارة الدخل المتردده إلى التجويف الأول والتي تقوم بتوليد مجال كهربى موازى للشعاع الإلكترونى في المسافة الضيقة dg.
3. يسير الشعاع الإلكترونى المعدل في سرعته وكثافته مسافة L (وهي المسافة الازمة ليصل التيار إلى قيمته القصوى داخل التجويف الثاني).
4. في التجويف الثاني يتولد مجال كهربي بفعل مرور الشعاع المعدل.
5. هذا المجال يمكن سحبه في صورة تيار كهربي مكبر من خلال فتحة أو كابل في أعلى التجويف الثاني (تجويف الخرج).

### تفسير العمل كمكبر
- في المخطط التالى يمثل المحور الأفقى الزمن ويمثل المحور الرأسي المسافة التي تقطعها الإلكترونات.
- تمثل الموجة الجيبية (المجال الكهربى داخل التجويف الأول) والذي يتغير طبقا للتغير في الإشارة الداخلة.
- تمثل النقاط 1و2و3و4و5و6 مجموعة من الإلكترونات التي تمر خلال التجويف الأول والتي تتأثر بالموجة الداخلة.

الملاحظ أن:
الإلكترون (1) يحدث له تأخير بفعل المجال الكهربى الموجود في إتجاهه
الإلكترون (2) لا يتأثر بالمجال الكهربى حيث كانت قيمته =صفر أثناء مروره
الإلكترون (3) يحدث له تسريع بفعل المجال الكهربى الموجود في عكس إتجاهه
رغم أن الإلكترون 1 سبق الإلكترون 2 و3 في زمن دخوله إلى التجويف الأول إلا أنه بسبب سرعته البطيئة فإن الثلاث إلكترونات تتجمع عند نقطة تبعد مسافة L وهي المسافة التي يوضع عندها التجويف الثاني.
وهذا التغير الكبير في سرعة الإلكترونات وكثافتها يولد مجال كهربى كبير يمكن تحويله إلى تيار متردد مكبر.

## استخداماته
مكبر الكلايسترون له تطبيقات مهمة كمرسل رإداري، حيث إنه يوفر إمكانات لا يمكن الحصول عليها من مذبذب ذاتي الاستثارة مثل الماجنترون، وأهم مميزاته أنه يمكن الحصول منه على قدرات عالية ذات درجة ثبات عالية، وبفعالية جيدة، ومعامل تكبير مرتفع. ثبات واستقرار التردد الناتج من الكلايسترون يجعله مناسباً بصفة خاصة لرادارات كشف الأهداف المتحركة، التي تحتاج لدرجة ثبات عالية في التردد، حيث إن التغير البسيط في التردد، تأثير دوبلر، هو الذي يميز الأهداف المتحركة عن الأهداف الثابتة.

## مميزاته
يمكن تحقيق معاملات تكبير تصل إلى حوالي 30 ـ 40 ديسيبل db باستخدام كلايسترون له ثلاث فجوات، ومعامل تكبير 80 ديسيبل بعدد أكبر من الفجوات،

## عيوبه
يعد العيب الرئيسي للكلايسترون، هو الحجم الكبير نسبيّاً، وارتفاع الجهود اللازمة للتشغيل، فالحجم الكبير لا يناسب إلا الاستخدامات الأرضية الثابتة، وقد تصل جهود التشغيل اللازمة إلى 100 كيلو فولت، وكما هو ثابت فإن الجهود العالية تولد في المنطقة المحيطة، قدراً من الأشعة السينية الضارة، ولذلك يلزم اتخاذ الإجراءات الوقائية من الإشعاع المناسبة.